# Рос Перо
Хенри Рос Перо (рођен као Хенри Реј Перо) (27. јун 1930 – 9. јул 2019) је био амерички пословни магнат, милијардер, и филантроп. Био је оснивач и главни извршни директор компанија EDS (Electronic Data Systems), и Perot Systems. Учествовао је на председничким изборима у САД 1992. као независни кандидат, и председничким изборима у САД 1996. као канидат треће партије, јер је у међувремену био основао Реформску странку. Иако није освојио ниједну државу у тим председничким изборима, обе његове кампање се сматрају за најснажнијим кампањама у историји САД од стране кандидата који није демократа или републиканац.
Рођен је и одрастао у Тексаркани, савезна држава Тексас, а након служења у морнарици постаје продавац за компанију IBM. У 1962. оснива EDS (Electronic Data Systems), компанију за обраду података, где GM купује контролишућу количину акција у 1984. за $2.4 милијарде. Након тога у 1988. оснива Perot Systems, и постао је један од главних инвеститора у start-up компанију NeXT коју Стив Џобс оснива након одласка из Apple-a. Перо такође постаје јако укључен по питању ратних заробљеника и несталих у акцији у Вијетнамском рату, тврдећи да је стотине америчких војника преостало у Југоисточној Азији након Вијетнамског рата. Постаје све активнији политички током председништва Џорџа Х.В. Буша, и снажно се противио Заливском рату и ратификацији NAFTA-e.
Перо 1992. саопштава своју намеру да постане председнички кандидат, залагајући се за избалансиран буџет, отплату јавног дуга САД, окончање аутсорсинг-а, и успостављање директне електронске демократије, између осталог. Анкете из јуна те године су показале да Перо води у председничкој трци, где су учествовали Бил Клинтон и тада актуелни председник Џорџ Х.В. Буш. Неочекивано се повлачи из председничке трке у јулу, како би се поново вратио у њу у октобру, након што је обезбедио присуство на изборним листићима у свих 50 држава. Као кандидата за потпредседника бира адмирала Џејмса Стокдејла, и појавио се у све 3 председничке дебате са Билом Клинтоном и Џорџом Х.В. Бушом, и то су до данас (2020. година) једине председничке дебате у којима је учествовало више од 2 кандидата. (На изборима 1980. је било такође 3 кандидата, али Картер је одбио да учествује на првој дебати, наводећи присуство Џона Б. Андерсона као разлог, друга дебата је била отказана, па је коначно у трећој пристао да учествује, али под условом да Андерсон не присуствује.) У тим изборима Перо осваја 18,9% гласова, што је највећи проценат за неког кандидата ван две велике партије још од резултата Тедија Рузвелта и његове кандидатуре у изборима 1912., међутим није освојио ниједан изборнички глас јер му је подршка била распрострањена широм државе, па није успео да освоји ниједну савезну државу, али је био други у Мејну и Јути. Његово гласачко тело су чинили центристи из оба политичка спектра који су покривали републиканци и демократе. Између избора 1992. и 1996. оснива своју партију коју је назвао Реформска, и поново учествује на изборима, међутим Комисија за председничке дебате му забрањује учешће на њима, наводећи између осталог да "Перо нема никакве реалистичне шансе за победу, па му се не треба дозволити присуство на њима", да би 2000. комисија увела помало контроверзно правило које каже да кандидат мора имати националну подршку од 15% да би могао да учествује на дебатама, што је додатно отежало неком кандидату ван двеју партија да учествује. Перо је поднео судске тужбе против комисије, које су му одбијене, наводећи да суд није надлежан за судски спор са спонзорима дебате, али је упркос томе освојио 8.4% подршке изашлих гласача.
Након 1996. није се кандидовао ни за једну јавну функцију. Даје јавну подршку Џорџу В. Бушу у изборима 2000., и подржао је Мита Ромнија у изборима изборима 2008. и изборима 2012.. Дел купује његову компанију Perot Systems за $3.9 милијарди. У 2016. Форбс наводи Роса Пероа као 167. најбогатију особу у САД.

## Младост, образовање, и војна каријера
Рос Перо се родио као Хенри Реј Перо, у Тексаркани, савезна држава Тексас, као син Луле Меј (рођ. Реј) и Габријела Роса Пероа, препродавца робе који је био специјализован за памук. Очева грана породице води од Франкоканађанина који је емигрирао у колонију Луизијана у периоду 1740-их. Похађао је локалну приватну школу Пети Хил, пре него што је дипломирао из државне средње школе у Тексаркани у 1947.
Први посао започиње са 8 година, када разноси локалне новине Texarkana Gazette. Као тинејџер мења средње име у Рос по узору на свог оца, који је преминуо када је Перо имао 24 година. Имао је и старијег брата, Габријела Роса Млађег, који је преминуо у детињству. Приступа извиђачима у 1942, и добија награду као истакнути извиђач после 13 месеци приступања.
Похађао је државни колеџ у Тексаркани од 1947 до 1949, па је приступио Америчкој морнарици у 1949, где помаже у успостављању кодекса части. Био је млађи официр на разарачу, и касније на носачу авиона од 1953. до 1957. Пошто је до тада поседовао само један пар ципела, био је зачуђен када су му у морнарици доделили неколико парова, и то наводи као "вероватно први пример владиног бацања новца" .
У 1956. се жени Маргот Бирмингем, коју упознаје у састанку на слепо док је као морнар био усидрен у Балтимору.

## Бизнис
Након напуштања морнарице у 1959, Перо се запошљава у IBM-у, где ради као продавац. Убрзо постаје најбољи запослени (једне године је испунио годишњу квоту продаје за само две недеље), и покушао је да представи своје идеје надређенима, који су га углавном игнорисали. Напушта IBM у 1962 како би основао своју компанију Electronic Data Systems (EDS), са седиштем у Даласу, и нудио је услуге великим корпорацијама за посао обраде података. Прву понуду за посао је добио након 77 одбијања. EDS је шездесетих добијала уносне уговоре од америчке савезне владе за услугу компјутеризације здравствених картона за Medicare федерални здравствени програм. Компанија излази на берзу у 1968, и цена једне акције за само неколико дана скаче од 16$ до 160$. Бизнис магазин Fortune назива Пероа "најбржим и најбогатијим Тексашанином" у причи са насловне стране у издању из 1968. У 1984 GM купује контролишућу количину акција EDS-a за 2,4 милијарде долара.
У 1974. Перо добија медијску пажњу као "највећи индивидуални губитник икада на Њујоршкој берзи" након што су деонице његове компаније EDS у само једном дану опале за укупно 450 000 000$.
Пре Иранске револуције у 1979, влада Ирана је заробила два радника EDS-a око спора у уговору. Перо је организовао и спонзорисао њихово спасавање. Тим за спасавање је предводио специјалац америчке војске у пензији, пуковник Артур Д. "Bull" Симонс. Када тим није успео да пронађе начин да спасе два затвореника, одлучили су да сачекају масу про-Ајатолахових револуционара да продру у затвор и ослободе свих 10 000, углавном политичких, заробљеника. Два радника EDS-a су се састала са тимом за спасавање, након чега их је тим извео из Ирана преко ризичне границе са Турском. Цео догађај је описан у књизи На крилима анђела (On Wings of Eagles)) аутора Кена Фолета(Ken Follett). Ово је 1986 претворено у дводелну мини-серију алтернативно названу Техеран, где је улогу пуковника Симонса одиграо Берт Ланкастер. Три месеца након тог догађаја, пуковник Симонс је на одмору у Колораду доживео инфаркт, и превезен је приватним авионом Роса Пероа до болнице, где нажалост ипак умире. У сећању на њега Рос Перо и други партнери оснивају фонд за стипендије за децу која су била жртве неуспелог покушаја ослобађања талаца из Ирана који је носио име пуковника Симонса, а његово име је 2010 понео Центар за међуагенцијску сарадњу, након Пероове донације.
Његова Перо Фондација је 1984. купила веома стару копију Велике повеље слобода, једну од ретких која је напустила Уједињено краљевство. Фондација ју је позајмила Националној архиви у Вашингтону, где је била приказана уз Устав САД и Декларације независности САД. Фондација је 2007 продаје Давиду Рубенштајну, директору Карлајл Групе, за $21.3 милиона који би се користили "за медицинска истраживања, за побољшање јавног образовања, и за помоћ рањеним војницима и њиховим породицама". Повеља слобода је и данас изложена у Националној архиви.
Након што је Стив Џобс изгубио борбу за власт у Apple-у и основао NeXT, један од главних инвеститора му је био управо Перо, који је уложио преко 20 000 000$ у Џобсову start-up компанију, јер је веровао у Џобса, и није желео да пропусти прилику за улагање, као што је својевремено пропустио прилику да уложи у Бил Гејтсов тада веома слабашни Microsoft.
Рос Перо оснива информатичку компанију Perot Systems у Плејну, савезна држава Тексас. Његов син Рос Перо Млађи га евентуално наслеђује на месту главног извршног директора. Септембра 2009. је компанију купио Dell за 3.9 милијарди долара.

## Политичке активности

### Прве политичке активности
На захтев Беле куће, Перо посећује Лаос у 1969 где се након састанка са вишим званичницима Северног Вијетнама све више укључује у питање ратних заробљеника и несталих Америчких војника у Вијетнамском рату. Веровао је да је стотине војника још увек остало у Југоисточној Азији након окончања Америчког учешћа у рату, и да владини званичници заташкавају истраге о тим војницима, како се не би открила операција шверцовања дроге која финансира тајни рат у Лаосу. Током касних 80-их Перо је започео неовлашћену и прикривену комуникацију са Вијетнамским званичницима, која је оштетила његове односе са администрацијама Регана, и касније Џорџа Буша Старијег. Перо у 1990. постиже споразум са Министарством спољних послова Вијетнама да ће постати њихов пословни агент, у случају да се односи између САД и Вијетнама нормализују. Такође је започео приватне истраге и нападе на Ричарда Армитиџа, званичника Министарства одбране САД.
Рос Перо није подржао тадашњег председника Џорџа Буша Старијег, и снажно се противио Америчком учешћу у Заливском рату. Безуспешно је апеловао на сенаторе да гласају против резолуције о рату, и у том тренутку је почео да размишља о кандидатури за председника државе.

### Председничка кампања 1992

#### Почетак кампање и одустајање
Перо је 20. фебруара 1992. гостовао код Ларија Кинга на CNN-у, и том приликом је најавио да ће се кандидовати на председничким изборима 1992. као ванстраначка личност ако његове присталице успеју да скупе довољну подршку која би га регистровала на бирачким листићима у свих 50 савезних држава. Уз предложене политике балансирања буџета САД и смањења јавног дуга, залагање за неке врсте контроле цивилног приступа наоружању, окончавање outsourcing-а, и залагања за директну електронску демократију преко "електронских градских скупштина", Рос Перо постаје кандидат на председничким изборима, и по анкетама и прогнозама је имао једнаку подршку као и Бил Клинтон, кандидат Демократске странке, и актуелни председник Џорџ Х.В. Буш, кандидат Републиканске странке.
Пероова кандидатура је добијала све већу медијску пажњу након окончања прелиминарних унутарстраначких избора у Републиканској и Демократској странци. Након што су "побуњенички кандидати" Пет Бјукенан из Републиканске странке, и Џери Браун из Демократске странке поражени у прелиминарним изборима, сав презир, разочарење, и мржња према устаљеним политичарима из тзв америчког establishment-a се прелила у популистичку подршку Пероовој кампањи. Перо се нашао на насловној страни магазина Тајм издања од 25. маја 1992. са насловом "Чекајући Пероа", као алузија на дело Чекајући Годоа аутора Семјуела Бекета.
Неколико месеци пре Демократске и Републиканске конвенције, Перо је попунио празнину у вестима везане за изборе, након што су га његове присталице послушале у гостовању код Ларија Кинга, и започели поступак којим би му путем петиција и других средстава омогућили да се појави на изборним листићима у свих 50 савезних држава. Осећај налета се појачао када је Перо ангажовао два стручна менаџера кампање, демократу Хамилтона Џордана, и републиканца Еда Ролинса. У периоду док се премишљао у вези председничке кандидатуре, његове присталице су формирале организацију United We Stand America. У том периоду Перо није формално предложио своје политике, али се залагао за смањење јавног дуга и растућег дефицита који се појавио након председништва Регана и Буша, и залагао се за повећање пореза на гориво, повећање пореза за најбогатије, и можда фокус његове кампање, спречавање ратификације NAFTA споразума, јер је мислио да ће тиме америчка средња и радничка класа бити уништене јер ће велика већина послова бити outsource-ована у Мексико због драстично мање цене рада тамо у односу на САД. У јуну 1992. је у прогнозама Галупa водио са 39% подршке.
У јулу је Пероова кампања пала у расуло. Демократска национална конвенција је одржана од понедељка 13. јула до четвртка 16. јула, и медији који прате изборе су појачали праћење и других кандидата. The Milwaukee Sentinel је објавио да су менаџери Пероове кампање све више постајали разочарани његовим одбијањем да прати њихове савете да буде конкретнији по питању проблема и његове потребе да буде у потпуној контроли над стварима. The St. Petersburg Times је навео да су менаџери кампање између осталог били фрустрирани Пероовом захтеву да волонтери потпишу заклетве на верност. Подршка за Пероа је пала на 25%. Саветници су га саветовали да, ако их не буде слушао, подршка ће му пасти на једноцифрене проценте. Менаџер Хемилтон Џордан је наводно претио отказом, али други саветници су негирали те наводе.
Ед Ролинс је 15. јула дао отказ након што је Перо отпустио специјалисту за рекламе Хала Рајлија, који је радио са Ролинсом на Регановој кампањи. Ролинс је касније изјавио да га је један члан кампање оптужио да је доушник ЦИА-е и да ради за Џорџа Буша. Цео хаос је узроковао пад Пероове подршке на 20%. Следећег дана је Перо код Ларија Кинга рекао да се повлачи из кампање, наводећи да не жели да Представнички дом одлучи ко ће бити председник, у случају да број изборника буде изједначен. Касније је изјавио да је прави разлог повлачења велики број претњи у којима ће Бушова кампања пустити дигитално измењене фотографије у јавност, како би саботирали венчање Пероове ћерке.. Шта год да је био прави разлог повлачења, његов углед је био доста нарушен. Многе његове присталице су се осећале изданим, и судећи по анкетама и прогнозама, проценти су му доста опали. Касније у јулу је економски програм на коме је Пероова кампања радила, био објављен. План од 50 страна је предлагао финансијске резове у домаћој потрошњи, повећање улагања у образовање, комуникационе и транспортне програме, повећање пореза на приход за богате, и повећање пореза на гориво. План је требао да елиминише дефицит и јавни дуг за 5 година. То би био други пут у историји САД да је јавни дуг отплаћен у потпуности, први пут је председник Ендру Џексон то учинио. Крајем августа је Перо обећао да ће јавно подржати кандидата који подржи његов економски план, али је такође дао и назнаке да се може поново вратити у изборну трку. Назнаке о повратку су се појачавале након што је Перо тражио да купи термин на великим медијима како би дискутовао о својим економским плановима, што је могао да уради једино ако је декларисани председнички кандидат. У међувремену су петиције за Пероово учешће на изборима у свих 50 савезних држава прошле, и анкете и прогнозе су показивале да му је подршка на 14%, иза Клинтонових 44% и Бушових 39%..

#### Поновни улазак у кампању
Првог октобра се Перо враћа у изборну трку, са жељом да боље објасни широј Америчкој јавности свој економски програм. The New York Times је изјавио да су његове шансе за победу много мање него када је изашао из трке у јулу, и да му је једина шанса да дестабилизује и збуни конкуренцију.
Уместо традиционалних митинга, Перо се одлучио на масовну маркетиншку стратегију која се састојала од плаћених термина од пола сата и сат времена, где би користио графиконе и табеле које је сам направио како би илустровао широј јавности стање економије САД у 1992. и његове планове за сређивање ситуације. На те термине је потрошио својих 34,8 милиона $. Његов први предизборни кратки филм од пола сата је емитован 6. октобра, и гледало га је 16,5 милиона људи, што значи да је по гледаности надмашио и неке ситкоме. Говорећи "у камеру", и седећи за радним столом испред полице за књиге, Перо је користио метални показивач, и велики број графикона, објашњавајући економску ситуацију у САД и стање економије. Објашњавао је да Реганове, и касније Бушове економске мере нису допрле до просечног Американца из средње класе, тј "trickle-down economics didn't trickle", и да упркос бољем стању инфлације у односу на Картерову администрацију, јавни дуг се вишеструко увећао. Ради пружања позадине и околности тзв Реганомије (Reaganomics), у последњим годинама Картеровог председништва дошло је до енергетске кризе проузроковане дешавањима на Блиском истоку, велике инфлације и незапослености, и у председничким изборима 1980. је Реган, у најгрубљим и најкраћим могућим цртама, као једну фазу за опоравак економије предложио план који је почињао, мало контраинтуитивно, од смањења пореза за најбогатије Американце. Пошто би плаћали мањи порез, онда би имали више новца који би могли да уложе у проширивање постојећих компанија, отварање нових послова, и напослетку, повећање плата радницима, па би пореске олакшице за најбогатије Американце евентуално и постепено дошле и до средње и радничке класе, који сада имају више новца на располагању, па самим тим и могу више да га потроше, подстицајући тако кружење капитала. (отуда назив trickle-down) Стање са инфлацијом и незапосленошћу се јесте доста поправило, али стручњаци и данас разматрају о Регановим мерама и да ли су оне скроз заслужне за то, наводећи између осталог то да се јавни дуг САД скоро утростручио са 738 милијарди долара на 2,1 трилион долара. Перо је објашњавао у свом првом ТВ термину да такав начин управљања економијом није добро утицао на просечног Американца, и закључио је да "наш председник (Џорџ Х.В. Буш) окривљује Конгрес, Конгрес окривљује председника, Демократе и Републиканци се међусобно окривљују. Нико неће да иступи и преузме одговорност на себе за било шта." Политички стручњаци из тог времена су такав вид ТВ термина оценили револуционарним, и оригиналним. Два дана касније, откривене су 3 рекламе од по 60 секунди које ће се емитовати на каналима ESPN, CNN, и на још 5 кабловских канала. Једна од реклама, насловљена са "Црвена застава"("Red flag") се састојала од махања црвеном заставом, док су бубњеви били у позадини, и изјавом: "Како се Хладни рат завршава, други рат започиње. У овом новом рату, противник није црвена застава комунизма, већ црвено мастило нашег јавног дуга, црвена трака бирократије наше владе. Жртве овог рата ће се мерити у изгубљеним пословима и изгубљеним сновима." Други ТВ термин од пола сата је био приказан 9. октобра.

#### Председничке дебате
Прва председничка дебата у изборима 1992. се одржала 11. октобра у Клејтону, савезна држава Мисури, и у њој су учествовала сва три председничка кандидата; Клинтон, Буш и Перо. То је била прва дебата која се преносила на ТВ-у широм САД у којој је учествовао неки кандидат ван Демократске или Републиканске странке још од председничких избора 1980. и Џона Б. Андерсона, и први пут да су сва три кандидата истовремено присутна на дебати у историји САД, јер је Картер 1980. одбио да учествује на дебатама ако на њима присуствује и Џон Андерсон, па су те године највише 2 кандидата била присутна истовремено. Током дебате, Перо је дискутовао о широком спектру проблема од буџетског дефицита, образовања, и употребе дроге, и изјавио је да ће, као председник, елиминисати утицај лобиста. Имао је пар незаборавних изјава на овој дебати. Када су га питали да прокоментарише изјаве критичара о Пероовом неостатку искуства у раду са владом, одговорио је: "У праву су. Немам никаквог искуства у набијању дуга од 4 трилиона долара". Када су га питали шта би се десило ако би један од његових противкандидата победио, изјавио је: "Онда ће бити упознати са суровом истином о томе шта морамо да урадимо. Ја вечерас не пуштам музику Лоренса Велка". Након прве дебате, три од четири анкете су показале да је Перо победио. Просечни проценат све четири дебате је износио 37% за Пероа, 30% за Клинтона, и 18% за Буша, али су свеукупни изборни резултати показивали да је Перо и даље на трећем месту са 14%, далеко иза Буша и Клинтона. Његов кандидат за потпредседника, адмирал Џејмс Стокдејл, учествовао је у потпредседничкој дебати у Атланти, заједно са противкандидатима Алом Гором из Демократске странке, и Деном Квејлом из Републиканске. Стокдејл је углавном био непознат широј јавности, али је упамћена његова изјава којом је почео дебату тако што је неочекивано поставио филозофско питање "Ко сам ја? Зашто сам ја овде?" Стокдејл није био припремљен да се носи са неким од проблема који су се појавили у дебати, и његов лош учинак је можда имао утицаја на Пероову кампању.
Друга председничка дебата је одржана 15. октобра у Ричмонду, савезна држава Вирџинија, и у њој су питања постављали неопредељени гласачи, који су кандидате фокусирали на проблеме. Током уводне изјаве, Перо је објаснио да "веома јак звук усисавања" који је проузрокован великим налетом пресељења послова у производњи у Мексико. У једној размени, Перо је рекао да за дефицит треба кривити и Републиканце и Демократе, али да нико неће да преузме одговорност. Шалио се да "мора да тамо негде постоји неки ванземаљац који нам све ово ради". На завршетку дебате, Перо је описао себе као оријентисан резултатима и акцији, и објаснио да "ако они желе да наставе да плешу споро, и да говоре о нечему а да то не ураде, ја нисам ваш човек".
Учествовао је и у трећој дебати у Ист Ленсингу, савезној држави Мичиген, која се одржала 19. октобра. Током дебате је често цитирао своје наводе из снимака на ТВ-у које је снимао. На почетку дебате је критиковао Бушов економски план, и рекао је да неће избалансирати буџет. Касније је изјавио да ће потрошити 60 милиона $ свог новца да оконча председничку трку. Значајно је приметио чињеницу да "обе партије имају стране лобисте на кључним позицијама у кампањама". Након дебате је током конференције за медије напао новинаре, критикујући их за сензационализам и таблоидне приче и за недостатак медијске пажње везане за Бушове стране лобисте. Бивши политички прогнозер Френк Лунц је објаснио да: "Када Рос Перо користи своју главу, непобедив је. Фокусиран је, једноставан, и надмоћан. Када користи своје срце, понекад га понесу емоције".

#### Избори
У изборима 1992. је добио 18,9% од изашлих гласача, односно око 19 741 065 гласова, али ниједан изборнички глас, што га је учинило најуспешнијим председничким кандидатом из треће партије у смислу гласачке подршке још од Теодора Рузвелта у председничким изборима 1912. За разлику од Пероа, други кандидати треће партије су успели да добијају изборничке гласове, Роберт Ла Фолет у 1924., Стром Термонд у 1948., и Џорџ Волас у 1968. У поређењу са њима, који су имали јаку базу у малом броју савезних држава, Пероова подршка је била подједнако распрострањена широм државе. Био је други у две савезне државе; у Мејну је освојио 30,44% у поређењу са Бушовим 30,39% (Клинтон је освојио са 38,77%), у Јути је освојио 27,34% у односу на Клинтонових 24,65% (Буш је освојио са 43,36%). Његов укупан број гласова је увелико највећи за кандидата ван две велике партије, скоро дупло у односу на Џорџа Воласа у изборима 1968.
Детаљна анализа бирачког тела је показала да је Пероово бирачко тело долазило са сваког политичког спектра, од којих се 20% идентификовало као либерали, 27% као конзервативци, и 53% као центристи. Што се економске стране тиче, већина његових гласача (57%) спада у средњу класу, са годишњом зарадом између 15 000$ и 49 000$, док је велика већина била из више средње класе (29% која годишње зарађује више од 50 000$). Излазне анкете су такође показале да би други избор 38% Пероових гласача био Џорџ Х.В. Буш, а да би други избор код такође око 38% бирача био Бил Клинтон. Иако су постојала мишљења да је Перо узео доста гласова једној страни (најчешће се сматрало да је Бушу узео те гласове), и олакшао другој да победи, анализа је показала да Пероово учешће у председничким изборима највероватније није имао никаквог утицаја "крађе гласова".
Због процента бирача које је освојио у 1992, Перо је добио могућност да добије новац из федералног буџета за своју евентуалну кампању у председничким изборима 1996. Након избора 1992. Перо је остао у жижи јавности, и пружао је јаку кампању против NAFTA споразума, говорећи о опасности од "јаког звука усисавања" Америчких послова у Мексико, у случају да се споразум ратификује. У емисији код Ларија Кинга на CNN-у је 1992. дебатовао о NAFTA-и са тада већ потпредседником Алом Гором.

### Председничка кампања 1996
У 1995. је основао своју партију, Реформску странку, и учествовао је у председничким изборима 1996, а његов кандидат за потпредседника је био економиста Пет Шоат. Због изборних закона који варирају између савезних држава, на већини савезних држава је морао да се кандидује као независни политичар. Овог пута је добио око 8% од изашлих бирача, што је било мање него 1992, али опет веома успешан резултат за кандидата ван две велике партије. Потрошио је много мање свог новца овог пута, делимично јер је добио новац из федералног буџета због учинка у 1992., и дозвољавао је да други људи донирају његовој кампањи. Било му је забрањено да учествује на председничким дебатама од стране Комитета за председничке дебате, под условом да "нема шансе да победи на изборима, па самим тим нема разлога да учествује". Перо је поднео тужбе због тога, али их је изгубио јер се суд прогласио ненадлежним за решавање спорова између њега и Комитета.

### Касније активности
У председничким изборима 2000. Перо одбија да се јавно укључи у унутрашњу расправу између Пета Бјукенана и Џона Хагелина унутар Реформске странке. Наводно је био незадовољан са оним што му се чинило као дезинтеграција партије, као и својом сликом у медијима, па је због тога одлучио да не иступа јавно. Гостовао је код Ларија Кинга четири дана пред изборе, и јавно је подржао Џорџа Буша Млађег за председника. Упркос ранијем противљењу око NAFTA-e, сада се углавном није оглашавао око све већег броја радничких виза за имигранте у САД, што су присталице Пета Бјукенана приписале његовом корпорацијском ослањању на стране раднике.
Позван је на сведочење у 2005 у Тексашком законодавству као подржалац предлога који би проширили приступ технологији студентима, између осталог чинећи им лаптопове доступним. Подржавао је промену процеса набавке уџбеника тиме што би се омогућила употреба е-књига, и пружајући могућност школама да купују књиге на локалном нивоу уместо да поступак иде преко савезне државе. У интервјуу у априлу 2005., изразио је забринутост око стања напретка везаних за проблеме које је он изнео у својим председничким кампањама.
Јануара 2008. је јавно иступио против Републиканског кандидата Џона Мекејна, и дао је своју подршку Миту Ромнију за председника на изборима 2008. Такође је најавио да ће ускоро покренути нову интернет страницу са ажурираним економским графицима и табелама. Јуна 2008 је покренуо блог који се бавио Америчким здравством (програми Medicare i Medicaid), социјалним осигурањем, јавним дугом САД, и сличним повезаним стварима. У председничким изборима 2012. је поново дао своју јавну подршку Миту Ромнију, који је овог пута и добио номинацију своје Републиканске партије. У председничким изборима 2016. није јавно подржао ниједног кандидата.
По некима се сматра за претечу Трампа као милијардер без претходног политичког искуства који је конкурисао за председничке изборе, с тим да се у неким ставовима разликују, а Трамп је на крају успео да постане председник у председничким изборима 2016.

## Политички ставови
Перо се није уклапао у уобичајене политичке стереотипе, и његови ставови су се зависно од посматрача сматрали или прагматичним или популистичким, са главним нагласком на његову економску политику, попут балансирања буџета, како би добио подршку и Демократских и Републиканских гласача. Подржавао је ЛГБТ права, строжију контролу за оружја попут забране аутоматских пушки, повећано истраживање на пољу Сиде, улагање у образовање и телекомуникационе технологије, и залагање да се државни здравствени програм Medicare може проширити да обухвата сваког грађанина САД.
Од 1992 је подржавао права на абортус, и јака присталица планираног родитељства. Рекао је да нарочито сиромашне жене требају имати приступа абортусу преко федералног финансирања.

### Економске политике
Перо је сматрао да би богати Американци требали да плаћају већи порез, док се државна потрошња треба смањити како би се јавни дуг брже отплатио. Такође је сматрао да се порез на прираст капитала (capital gains tax) треба повећати, док се пореске олакшице требају онима који започињу нове послове.
"Смањили смо порез на прираст капитала са максималне стопе од 35% на максималну стопу која је током 80-их ишла и до ниске стопе од 20%. Коме је то користило? Богатима наравно, јер они поседују највећи део капиталних средстава."— Not For Sale at Any Price

У својој књизи Not For Sale at Any Price (Није на продају ни за коју цену) из 1993 је изразио подршку за давање пореских олакшица за мала и средња предузећа, уместо да се она даје већим корпорацијама. Такође је подржавао амандман за избалансиран буџет, изјавивши "за 27 узастопних година потрошња не би требала да надмаши приход". Што се тиче трговине, тврдио је да је NAFTA узроковала трговински дефицит између Мексика и Сједињених Држава, и губитак послова у производњи. Његов став о слободној трговини и NAFTA споразуму је дефинисала његове председничке кампање из 1992, и такође из 1996. Рекао је: 
"Морамо престати да шаљемо послове у иностранство. Врло је просто: Ако плаћате 12$, 13$, 14$ на сат за радника у фабрици, а можете да преселите вашу фабрику јужно од границе, платите долар на сат за посао, не пружате никакву здравствену заштиту, што је најскупља појединачна ствар у процесу производње аутомобила, никакве контроле загађења ваздуха, ни контроле загађења животне средине, ни пензионо, и ако вас ништа не занима сем зараде новца, онда ћете чути веома јак звук усисавања који ће однети послове на југ. Када сатница у Мексику скочи са једног на шест долара, а наша падне на шест, онда је све поново поравнато. Али у међувремену сте уништили државу са оваквим споразумима."— Председничка кампања иу 1992: Транскрипт друге ТВ дебате између Буша, Клинтона, и Пероа". The New York Times. New York Times Company. 16. октобар 1992. Retrieved May 16, 2016.
NAFTA споразум је евентуално ратификован 1994. за време председника Била Клинтона. Још увек се дебатује о утицају тог споразума на САД и околину, а судећи по истраживању Института за економску политику (Economic Policy Institute (EPI)), пораст у трговинском дефициту само са Мексиком је од ратификације споразума до 2010. довео до пресељења 682 900 америчких послова јужно од границе са Мексиком, од којих су 61% били релативно високо плаћени послови у производњи.

## Приватни живот
Перо и његова жена Марго су имали петоро деце (1 син и 4 ћерки), и 19 унучади. Са процењеним богатством на око 4,1 милијарди $ у 2019., по Форбсу је био 167. најбогатија особа у САД. Преминуо је 9. јула 2019. у Даласу, савезна држава Тексас од леукемије, мање од две недеље након 89. рођендана.